# Збігнєв Замаховський
Збігнєв Замаховський (пол. Zbigniew Zamachowski; нар. 17 липня 1961, Бжезіни, Польща) — польський актор театру та кіно. Автор музики і текстів пісень, а також їх виконавець.

## Біографія
Збігнєв Замаховський народився в Бжезинах, недалеко від міста Лодзь. У 1985 році закінчив Вищу школу кінематографії, телебачення і театру в Лодзі. У 1985—1997 роках він працював актором театру «Студіо» у Варшаві. З 1997 року — актор варшавського Національного театру.

## Фільмографія
- 1981 — Великий пікнік / Wielka majówka —  Рисек
- 1982 — Попільна середа / Popielec (телесеріал) —  Лятац
- 1986 — Попередження / Zmiennicy (телесеріал) —  брат Хеня
- 1987 — Канібал / Ludożerca —  король
- 1988 — Біси, реж. Анджей Вайда —  Ліамшін
- 1988 — Декалог 10 / Dekalog X, реж. Кшиштоф Кесльовський —  Артур
- 1990 — Корчак / Korczak, реж. Анджей Вайда —  Іцхак Шульц
- 1991 — Сейшели / Seszele, реж. Богуслав Лінда —  Стефек
- 1994 — Три кольори: Білий / Trzy kolory. Biały, реж. Кшиштоф Кесльовський —  Кароль
- 1996 — Прийди до мене уві сні / Odwiedź mnie we śnie —  Януш
- 1995 — Полковник Квятковський / Pułkownik Kwiatkowski —  Дудек
- 1997 — Люби і роби, що хочеш / Kochaj i rób co chcesz —  Лех Ришков
- 1998 — Демони війни / Demony wojny wedlug Goi —  капрал Гудіні
- 1999 — Вогнем і мечем / Ogniem i mieczem, реж. Єжи Гофман —  Міхал Володиєвський
- 2001 — Відьмак /Jaskier —  Любисток
- 2002 — Відьмак (телесеріал) /Jaskier —  Любисток
- 2002 — Піаніст, реж. Роман Поланскі —  клієнт, що перевіряє золоті монети
- 2003 — Зажмурившись / Zmruż oczy —  Ясєк
- 2005 — Крик жерлянки / Wróżby kumaka —  священик
- 2009 — Операція «Дунай» / Operace Dunaj
- 2010 — Хочемо дитину - потрібен батько / Projekt dziecko, czyli ojciec potrzebny od zaraz —  Петро
- 2010 — Побачення з незнайомцем / Randka w ciemno —  кінооператор
- 2011 — Варшавська битва. 1920 / 1920 Bitwa Warszawska —  Мацей Ратай
- 2013 — Валенса / Wałęsa. Człowiek z nadziei —  Навіщляк
- 2013 — Біжи, хлопчику, біжи / Lauf Junge lauf —  Герш Фрідман, батько срулік
- 2014 — Джек Стронг / Jack Strong —  гендер
- 2016 — Справжній злочин / Dark Crimes —  Лукаш
- 2018 — Піввіку поезії потому / Pół Wieku Poezji Później —  Любисток
- 2020 — ІнстаЗірка — Фридерик
- 2020 — Zieja / Adam Grosicki, major SB  — Адам Гросіцкі, майор СБ
- 2020 — Bad Boy / Bogdański — Богданські
- 2021 — Sexify / dziekan — декан
- 2021 — Monday um zehn / Ryszard — Річард